# Boleč
Boleč (Servisch cyrillisch Болеч) is een plaats in de Servische gemeente Grocka. De plaats telt 5750 inwoners (2002).